# Сборная Великобритании по хоккею с мячом

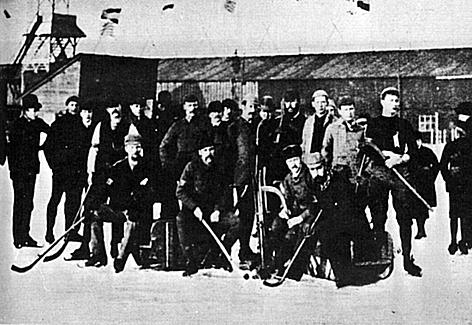
Команда Англии по бенди 1913

Сборная Великобритании по хоккею с мячом — представляет Великобританию на международных соревнованиях по хоккею с мячом.

## История
Изначально была лишь сборная Англии, которая провела свои единственные матчи на победном чемпионате Европы 1913. После этого, в связи с Первой мировой войной сборная ни разу не выходила на лед.
Федерация Великобритании по хоккею с мячом вступила в Федерацию международного бенди 2010 году. Сборная приняла участие, на данный момент, на двух чемпионатах мира 2019 и 2025 годов, которые проходили в Швеции
Команда полностью состоит из граждан Великобритании, которые играют в шведских лигах, но благодаря двойному гражданству они могут играть за свою Родину.
21 января 2019 года команда сыграла свой первый матч против сборной Латвии, и победила со счетом 5:0.
После группового этапа сборная вышла в плей-офф с первого места, а вечером сборная обыграла сборную Венгрии и вышла в финал, где уступила сборной Эстонии.

### Чемпионат мира
| Год  | Турнир | Место | Команд | Матчи | Победы | Ничьи | Поражения | Забито | Пропущено |
| ---- | ------ | ----- | ------ | ----- | ------ | ----- | --------- | ------ | --------- |
| 2019 | B      | 2     | 12     | 7     | 6      | 0     | 1         | 47     | 15        |
| 2025 | B      | 3     | 5      | 5     | 3      | 0     | 2         | 31     | 16        |